# Translatio imperii
Translatio imperii (лат. «Передача правління») — історіографічне поняття, що виникло в Середньовіччі, коли історія розглядалась як лінійна спадкоємність імперій що наділяє вищою владою єдиного правителя — «імператора» (або іноді навіть кілька імператорів, наприклад, Східна Римська імперія та Західна Священна Римська імперія).
Вважається, що термін походить з другого розділу (вірші 39–40) Книги Даниїла в Біблії: «Але після тебе постане інше царство, нижче від твого, а тоді ще одне, третє, з міді, і воно правитиме над цілою землею. Четверте ж царство буде міцне, мов залізо. Бо як залізо нищить усе, розбиває і трощить, так само й воно розтрощить і розіб'є всі ті царства.»
А також від сюжету «Енеїди» Вергілія про перенесення Троянського царства в Італію (Рим — нова Троя).
Жак Ле Гофф описує концепцію translatio imperii як «типову» для середньовіччя з кількох причин:
- ідея лінійності часу та історії була типовою для середньовіччя;
- ідея translatio imperii, як правило, нехтує одночасними подіями в інших частинах світу («неважливими» для середньовічних європейців);
- ідея translatio imperii не відокремила «божественну» історію від історії «мирської влади»: середньовічні європейці вважали божественні (надприродні) та матеріальні речі частиною того ж континууму, який був їх реальністю. Також причинність одного царювання, що обов'язково призводить до його наступника, часто деталізувалася середньовічними літописцями й розглядається як типовий середньовічний підхід.

Кожен середньовічний автор описував translatio imperii як спадкоємність верховної влади в руках монарха, що керував регіоном походження автора:
- Адсо Монтьє-ен-Дер (Французька область, X століття): Римська імперія → франки Каролінга → сакси[2]
- Отто Фрайзінгський (проживає в німецькому регіоні): Рим → Візантія → франки → Лангобарди → німці (= Священна Римська імперія);
- Кретьєн де Труа (проживав в середньовічній Франції): Греція → Рим → Франція[3]
- Річард де Бері (Англія, 14 століття): «Афіни>» (Греція) → Рим → «Париж» (Франція) → Англія

Пізніше продовжуються та переосмислюються сучасними рухами та авторами. Деякі відомі приклади:
- П'яті монархісти (Англія, 17 століття): халдеї (вавилоняни) → перси → Македонська імперія → Рим → Англія (і Британська імперія пізніше)
- Антоніо Віейра (Португалія, 17 століття): Ассирія — халдеї (вавилоняни) → перси → греки → римляни → Португальська імперія
- Фернандо Пессоа (Португалія, 20 століття): Греція → Рим → християнство → Європа → Португалія

Автори Середньовіччя та епохи Відродження часто пов'язували цю передачу влади, генеалогічно з'єднуючи правлячу родину з давньогрецьким або троянським героєм; ця схема була змодельована Вергілієм на Енея (троянського героя) як прародителя міста Риму в його Енеїді . Продовжуючи цю традицію, англо-норманські автори дванадцятого століття Джеффрі з Монмута (у його Historia Regum Britanniae) та Уейс (у своєму Бруті) пов'язували заснування Британії з приходом Брута Троїянського, сина Енея.
Аналогічним чином французький автор епохи Відродження Жан Лемер де Бельж (у своїх «Les Illustrations de Gaule et Singularités de Troie») пов'язував заснування кельтської Галії з приходом троянського царя Francus (тобто Астіанакт), син Гектора; і з кельтської Німеччини до приїзду Баво, двоюрідного брата Пріама; таким чином, він створив прославлений родовід для Піпіна та Карла Великого (легенда Francus буде також служити основою для епічної поеми П'єра де Ронсара «La Franciade»).

## Від Римської імперії / Візантійської імперії до Священної Римської імперії
Основним моментом в ідеї Translatio imperii є зв'язок між Римською імперією / Візантійською імперією та Священною Римською імперією.
- Імператор Костянтин I встановив Константинополь, Новий Рим, як другу столицю Римської імперії в 330 році.
- Після смерті імператора Феодосія І (347—395) Римська імперія була назавжди поділена на Західну та Східну Римську імперію (Візантійська імперія).
- З занепадом Західної імперії в 476 р. Візантійська імперія залишалася єдиною Римською імперією.
- 17 грудня 768 р. Візантійський імператор Костянтин V одружив сина Льва IV на Ірині Афінській, яку батько привіз до Константинополя 1 листопада 768 року. 14 січня 771 року Ірина народила сина Костянтина. Після смерті Костянтина V у 775 р. та Льва IV у 780 р. Ірина стала регентом для їх дев'ятирічного сина Костянтина VI.
- Вже в 781 році Ірина почала шукати тісніших стосунків з династією Каролінгів та Папством. Вона домовлялася про шлюб між сином Костянтином та Ротрудою, дочкою правлячого франкського короля Карла Великого. Ірина пішла навіть на те, щоб послати чиновника для навчання франкської принцеси грецькою мовою; однак сама Ірина розірвала заручини в 787 році, проти бажання сина.
- Коли Костянтин VI наближався до зрілості, відносини між матір'ю / регентом і сином / імператором все більше напружувалися. У 797 році Ірен скинула з трону свого сина, який незабаром помер.
- Деякі західні органи влади вважали візантійський престол, який зараз займає жінка, вакантним, і натомість визнали, що Карл Великий, який контролював Італію та багато міст Західної Римської імперії, має вагомі претензії на імператорське ім'я. Папа Лев III короновав Карла Великого римським імператором у 800 році, акт, не визнаний Візантійською імперією.
- Кажуть, що Ірина намагалася домовитися про шлюб між собою та Карлом Великим, але, за словами Феофана Сповідника, який один згадав про це, схему зірвав Етіос, один із її фаворитів.[5]
- У 802 році імператриця Ірен була скинута змовою і замінена Никифором І. Вона була заслана і померла наступного року.
- Pax Nicephori, мирний договір 803 р. між «священним римським імператором» Карлом Великим та візантійським імператором Никифором I, Базилевсом Східної Римської імперії .
- Визнання Карла Великого імператором (Базилевсом) у 812 р. Імператором Михаїлом І Рангаве Візантійської імперії (коронований 2 жовтня 811 р. Константинопольським патріархом) після відновлення переговорів з франками. В обмін на це визнання Венецію повернули Візантійській імперії.
- 2 лютого 962 року Оттон І був урочисто коронований Святим Римським Імператором Папою Іваном XII. Через десять днів на римському синоді папа Іоанн XII за бажанням Оттона заснував архієпископію Магдебурзького та Мерсебургське єпископство, дарував паллій архієпископу Зальцбурзькому та архієпископу Трірському і підтвердив призначення Ратерія єпископом Веронським. Наступного дня імператор видав указ, знамениту Грамоту Ottonianum, в якій він підтвердив Римську церкву у своїх володіннях, зокрема тих, що були надані Пожертвою Піпіна.